# Live Rust
Albums de Neil Young
Rust Never Sleeps
(1979) Hawks and Doves
(1980)
Live Rust est un album live de Neil Young avec Crazy Horse. Il est sorti le 19 novembre 1979 sur le label Reprise Records et a été produit par  David Briggs, Tim Mulligan et Bernard Shakey.

## Historique
Cet album a été enregistré pendant la tournée américaine que Neil Young effectuait pour promouvoir l'album Rust Never Sleeps. Les enregistrements couvrent la période du 4 au 22 octobre 1978 et la majorité des titres proviennent du Cow Palace de Daly City près de San Francisco. Il y a aussi des titres enregistrés à Chicago, Boston, Saint Paul et Denver. Les enregistrements furent possible grâce au studio mobile des studios Record Plant.
Le show donné au Cow Palace sera filmé et fera partie du documentaire musical Rust Never Sleeps sorti en 1981 et produit par Neil Young sous le nom de Bernard Shakey.
La première face est entièrement acoustique, Neil Young est seul avec sa guitare et son harmonica, la seconde face est toujours dans la même tendance country rock mais Young est rejoint par le Crazy Horse et dès le dernier titre, "Sedan Delivery", le ton change pour devenir nettement plus rock. Le deuxième album est entièrement électrique et par moments n'est plus très loin du hard rock. 
C'est l'un des albums fondateurs du mouvement postpunk et grunge. Le magazine Rolling Stone le classe en cinquième position des meilleurs albums Live.
Il se classa à la 15 e place du Billboard 200 aux États-Unis où il sera certifié disque de platine. En Nouvelle-Zélande il se classa à la première place du Singles Top40 le 17 août 1980 et sera aussi certifié disque de platine.

## Liste des titres
- Tous les titres ont été composés par Neil Young sauf indications.

Face 1
| No | Titre                                                                    | Auteur                     | Lieu et date de l'enregistrement           | Durée |
| -- | ------------------------------------------------------------------------ | -------------------------- | ------------------------------------------ | ----- |
| 1. | Sugar Mountain (B-side du single "The Loner", 1968)                      |                            | Cow Palace, San Francisco, CA, 22 oct.1978 | 4:53  |
| 2. | I am a Child (de l'album du Buffalo Springfield, Last Time Around, 1968) |                            | Cow Palace, San Francisco, CA, 22 oct.1978 | 2:53  |
| 3. | Comes a Time (de l'album Comes a Time, 1978)                             |                            | Cow Palace, San Francisco, CA, 22 oct.1978 | 3:05  |
| 4. | After the Goldrush (de l'album After the Gold Rush, 1970)                |                            | Boston Garden, Boston, MA, 4 oct. 1978     | 3:38  |
| 5. | My My, Hey Hey (Out of the Blue) (de l'album Rust Never Sleeps, 1979)    | Neil Young, Jeff Blackburn | Cow Palace, San Francisco, CA, 22 oct.1978 | 3:49  |

Face 2
| No | Titre                                                                   | Auteur | de l'album                                 | Durée |
| -- | ----------------------------------------------------------------------- | ------ | ------------------------------------------ | ----- |
| 1. | When You Dance I Can Really Love (de l'album After the Gold Rush, 1970) |        | Cow Palace, San Francisco, CA, 22 oct.1978 | 3:39  |
| 2. | The Loner (de l'album Neil Young, 1969)                                 |        | Chicago Stadium, Chicago, IL, 14 oct. 1978 | 4:51  |
| 3. | The Needle and the Damage Done (de l'album Harvest, 1972)               |        | Civic Center, St. Paul, MN, 15 oct. 1978   | 2:12  |
| 4. | Lotta Love (de l'album Comes a Time, 1978)                              |        | Civic Center, St. Paul, MN, 15 oct. 1978   | 2:51  |
| 5. | Sedan Delivery (de l'album Rust Never Sleeps, 1979)                     |        | Cow Palace, San Francisco, CA, 22 oct.1978 | 4:46  |

Face 3
| No | Titre                                                            | Auteur | de l'album                                       | Durée |
| -- | ---------------------------------------------------------------- | ------ | ------------------------------------------------ | ----- |
| 1. | Powderfinger (de l'album Rust Never Sleeps, 1979)                |        | Cow Palace, San Francisco, CA, 22 oct.1978       | 5:29  |
| 2. | Cortez the Killer (de l'album Zuma, 1975)                        |        | Civic Center, St. Paul, MN, 15 oct. 1978         | 7:25  |
| 3. | Cinnamon Girl (de l'album Everybody Knows This Is Nowhere, 1969) |        | McNichols Sports Arena, Denver, CO, 19 oct. 1978 | 3:08  |

Face 4
| No | Titre                                                                | Auteur                     | de l'album                                 | Durée |
| -- | -------------------------------------------------------------------- | -------------------------- | ------------------------------------------ | ----- |
| 1. | Like a Hurricane (de l'album American Stars 'n Bars, 1977)           |                            | Chicago Stadium, Chicago, IL, 14 oct. 1978 | 7:10  |
| 2. | Hey Hey, My My (Into the Black) (de l'album Rust Never Sleeps, 1979) | Neil Young, Jeff Blackburn | Cow Palace, San Francisco, CA, 22 oct.1978 | 4:58  |
| 3. | Tonight's the Night (de l'album Tonight's the Night, 1975)           |                            | Civic Center, St. Paul, MN, 15 oct. 1978   | 6:59  |

## Musiciens
- Neil Young - chant, guitares, harmonica, piano
- Crazy Horse
Frank Sampedro - guitares, claviers, chœurs
Billy Talbot - basse, chœurs
Ralph Molina - batterie, chœurs

## Charts et certifications
Charts
| Pays                                 | Durée du classement | Meilleur classement | Date             |
| ------------------------------------ | ------------------- | ------------------- | ---------------- |
| Canada (RPM)                         | 12 semaines         | 27e                 | 23 février 1980  |
| États-Unis (Billboard 200)           | 24 semaines         | 15e                 | 2 février 1980   |
| Italie (FIMI)                        | 2 semaines          | 25e                 | 17 décembre 1979 |
| Norvège (VG-lista)                   | 6 semaines          | 27e                 | 14 janvier 1980  |
| Nouvelle-Zélande (RMNZ Albums Top40) | 50 semaines         | 1er                 | 17 août 1980     |
| Royaume-Uni (UK Albums Chart)        | 3 semaines          | 55e                 | 25 novembre 1979 |

Certifications
| Pays             | Certification | Ventes      | Date            |
| ---------------- | ------------- | ----------- | --------------- |
| États-Unis       | Platine       | 1 000 000 + | 17 février 1988 |
| Nouvelle-Zélande | Platine       | 15 000 +    | 10 août 1980    |
| Royaume-Uni      | Or            | 100 000 +   | 8 juin 2001     |